# Tyropeondalen
Tyropeon- eller Tyropoiondalen eller Ostmakardalen är den enda av de numera igenfyllda dalsänkorna inom Jerusalem som ännu kan skönjas.
I äldsta tider bestod Jerusalems område av flera mer eller mindre fristående höjder med mellan dem löpande dalgångar. Dessa har dock blivit utfyllda, främst genom avlagringarna från alla de ödeläggelser staden under tidernas lopp gått genom. Numera återstår endast den dalgång som hos Josefus bär det grekiska namnet Tyropoion, nuvarande El-Wad. Den är även den en till stor del igenfylld sänka i nord-sydlig riktning, vilken ursprungligen delade staden i en östlig och västlig halva. Den östliga landtungan bildade flera avsatser, varav i mitten tempelplatsen, nuvarande Charam es-Serif, och därefter åt Ofel och Sion, nuvarande Ed-Dura.
Namnet "Ostmakardalen" finns inte i Bibeln.